# Edoardo Pesce

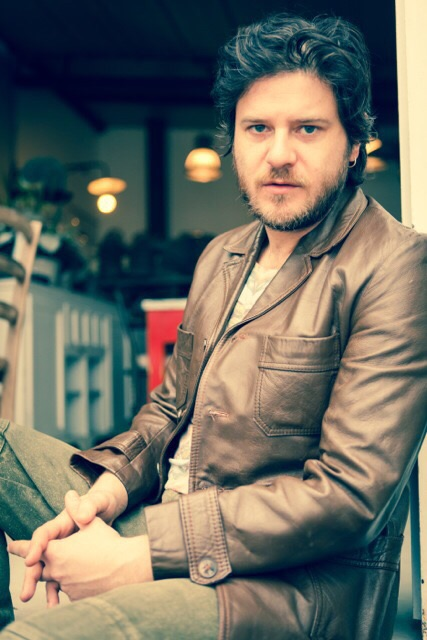
Edoardo Pesce (2014)

Edoardo Pesce (* 12. September 1979 in Rom) ist ein italienischer Schauspieler.

## Leben
Pesce wurde am 12. September 1979 in Rom geboren. Er nahm Schauspielunterricht bei Enzo Garinei und begann seine Laufbahn als Schauspieler in verschiedenen Theaterstücken. Er debütierte 2006 im Kurzfilm Francesco per sempre in der Hauptrolle des Francesco. Von 2008 bis 2010 war er in der Fernsehserie Romanzo Criminale – Der Pate von Rom in 22 Episoden als Ruggero Buffoni zu sehen. 2014 spielte er in 12 Episoden der Fernsehserie I Cesaroni die Rolle des Annibale Vitale. Für seine Leistungen im Film Dogman gewann er den David di Donatello in der Kategorie als bester Nebendarsteller. Gemeinsam mit Marcello Fonte erhielt er außerdem den Nastro d’Argento in der Kategorie Bester Hauptdarsteller. Ab demselben Jahr bis einschließlich 2020 stellte er in 20 Episoden der Fernsehserie The Hunter die Rolle des Giovanni Brusca dar. 2022 stellte er in Zwei wie Pech und Schwefel eine der zwei männlichen Hauptrollen des Carezza dar. Seit 2022 stellt er in der Fernsehserie Christian die titelgebende Hauptrolle dar. Sein Schaffen für Film und Fernsehen umfasst mehr als 50 Produktionen.

## Filmografie (Auswahl)
- 2006: Francesco per sempre (Kurzfilm)
- 2007: Un medico in famiglia (Fernsehserie, Episode 5x02)
- 2007: La squadra (Fernsehserie, Episode 8x04)
- 2008: Fleeting Love (Kurzfilm)
- 2008–2010: Romanzo Criminale – Der Pate von Rom (Romanzo criminale – La serie, Fernsehserie, 22 Episoden)
- 2009: Piper – La serie (Fernsehserie, Episode 1x02)
- 2010: Due imbroglioni e mezzo (Fernsehserie, Episode 1x01)
- 2010: 20 sigarette
- 2011: Alice (Kurzfilm)
- 2011: Sarò sempre tuo padre (Fernsehfilm)
- 2012: Viva l'Italia
- 2013: Ultimo 4 – L'occhio del falco (Fernsehfilm)
- 2013: AmeriQua
- 2013: Ganja Fiction
- 2013: Il terzo tempo
- 2013: Roles (Fernsehserie)
- 2013: Un matrimonio (Miniserie)
- 2013: Pasolini, la verità nascosta
- 2013: Di lavoro si muore (Kurzfilm)
- 2014: Amori elementari
- 2014: Non è mai troppo tardi
- 2014: I Cesaroni (Fernsehserie, 12 Episoden)
- 2015: Um Gottes Willen (Se Dio vuole)
- 2015: Varicella (Kurzfilm)
- 2015: Super Italian Family (Kurzfilm)
- 2016: Assolo
- 2016: Il ministro
- 2016: Tommaso
- 2016: In bici senza sella
- 2017: C'era una volta Studio Uno (Miniserie, 2 Episoden)
- 2017: La verità, vi spiego, sull'amore
- 2017: Fortunata
- 2017: Cuori puri
- 2017: A Christmas Carol (Kurzfilm)
- 2018: Incline al benessere: forse perde la salute cercandola (Kurzfilm)
- 2018: Dogman
- 2018: Niente di serio
- 2018–2020: The Hunter (Il Cacciatore, Fernsehserie, 20 Episoden)
- 2019: Io sono Mia
- 2019: Non ho niente da perdere (Fernsehfilm)
- 2019: Non sono un assassino
- 2019: Der ganz große Coup (Il colpo del cane)
- 2020: Permette? Alberto Sordi (Fernsehfilm)
- 2020: Gli indifferenti
- 2020: La Regola d'Oro
- 2021: La stanza
- 2021: Mad Dog
- 2021: L'uomo materasso (Kurzfilm)
- 2022: Zwei wie Pech und Schwefel (Altrimenti ci arrabbiamo)
- 2022: Bassifondi
- 2022: Boris (Fernsehserie, 3 Episoden)
- 2022: The Land of Dreams
- seit 2022: Christian (Fernsehserie)
- 2023: Denti da squalo
- 2023: El Paraiso
- 2023: Dall'alto di una fredda torre

## Auszeichnungen
- 2018: David di Donatello als bester Nebendarsteller in Dogman
- 2018: Bester Hauptdarsteller mit Marcello Fonte in Dogman